# Nekrolog 1. Quartal 1915
Nekrolog
◄◄
| ◄
| 1911
| 1912
| 1913
| 1914
| 1915 | 1916 | 1917 | 1918 | 1919 | ► | ►►
1. Quartal |
2. Quartal |
3. Quartal |
4. Quartal 1915
Weitere Ereignisse | Allgemeiner Nekrolog 1915
Die Beschreibung der verstorbenen Person sollte so kurz wie möglich gehalten sein und nur deren signifikante Tätigkeit(en) enthalten.
Neue Namen ggf. auch unter dem Geburts- und Sterbedatum, also etwa unter 1. Januar und im Geburts- und Sterbejahr (2024) eintragen (nur bei entsprechender großer Wichtigkeit). Für Beispiele siehe die schon vorhandenen Artikel.
Außerdem über die fünf zuletzt Verstorbenen, zu denen es einen ausreichend guten Artikel für eine Präsentation auf der Hauptseite gibt, nach der todesbedingten Überarbeitung der Artikel ggf. auch unter Wikipedia Diskussion:Hauptseite informieren und sie am besten auch in den anderen Wikipedia-Sprachversionen eintragen. Tipp: Regelmäßig bei news.google.de nach „ist tot“, „gestorben“ oder „verstorben“ suchen.
Wenn eine Person gestorben ist, gibt es viele Seiten zu dieser Person in der Wikipedia, die davon auch betroffen sind und entsprechend aktualisiert werden müssen. Beispiele: Namenübersichtsseite, Geburtsjahr, Geburtsort-Seiten und viele mehr.
Wie finde ich die betroffenen Seiten?
Im Suchfeld auf der linken Seite gibt man den Suchbegriff so ein: „Vorname Nachname“. Dann klickt man auf Volltext und alle Seiten mit entsprechendem Suchtext werden aufgerufen. Hier sieht man dann schnell, wo auch das Todesjahr Sinn macht oder sogar ein Teil des Artikels angepasst werden muss. Auch hilft das „Werkzeug“ auf der linken Seite sehr gut, um solche Seiten aufzufinden: „Links auf diese Seite“. Somit ist die Wikipedia wieder aktuell in allen Bereichen! Hinweis: bei Eintragung der Kategorie „Gestorben JAHR“ wird der Missbrauchsfilter 49 ausgelöst, was jedoch nicht schlimm ist. Siehe: Spezial:Missbrauchsfilter/49
Dies ist eine Liste von im ersten Quartal 1915 verstorbenen bekannten Persönlichkeiten. Die Einträge erfolgen innerhalb der einzelnen Daten alphabetisch sortiert. Tiere sind im Nekrolog für Tiere zu finden.

## Januar
| Tag        | Name                               | Beruf, bekannt als                                                                                     | Alter | Beleg |
| ---------- | ---------------------------------- | --- | ----- | ----- |
| 1. Januar  | Helene von Lebbin                  | deutsche Salonière                                                                                     | 65    |       |
| 1. Januar  | Francis Tattegrain                 | französischer Maler                                                                                    | 62    |       |
| 2. Januar  | Karl Goldmark                      | Komponist, Musiklehrer und Violinist                                                                   | 84    |       |
| 2. Januar  | Bertha Tammelin                    | schwedische Schauspielerin, Opernsängerin, Komponistin, Musikerin und Theaterpädagogin                 | 78    |       |
| 2. Januar  | August Haake                       | deutscher Zeichner, Porträtmaler und Landschaftsmaler                                                  | 25    |       |
| 2. Januar  | Otto Nüsslin                       | deutscher Zoologe und Forstwissenschaftler                                                             | 64    |       |
| 2. Januar  | Armand Peugeot                     | französischer Unternehmer und Gründer des gleichnamigen französischen Autoherstellers Peugeot          | 65    |       |
| 2. Januar  | Isidor Rosenthal                   | deutscher Physiologe                                                                                   | 78    |       |
| 3. Januar  | James Elroy Flecker                | britischer Autor und Diplomat                                                                          | 30    |       |
| 3. Januar  | Alfred von Hölder                  | österreichischer Kommerzialrat, Hof- und Universitätsbuchhändler, Verleger                             | 79    |       |
| 3. Januar  | William Strutt                     | englischer Künstler und Maler                                                                          | 89    |       |
| 3. Januar  | Benito Sylvain                     | haitianischer Journalist, Diplomat und Rechtsanwalt                                                    | 46    |       |
| 3. Januar  | Edgar Wilson                       | US-amerikanischer Politiker                                                                            | 53    |       |
| 4. Januar  | Michael Haller                     | Regensburger Kirchenmusiker und Komponist                                                              | 74    |       |
| 4. Januar  | Josef Anton Hess                   | Schweizer Politiker (Katholisch-Konservative) und Textilunternehmer                                    | 82    |       |
| 4. Januar  | Alfred Lent                        | Berliner Architekt, Eisenbahn-Bauingenieur, Immobilien-Unternehmer und Bankier                         | 78    |       |
| 4. Januar  | Anton von Werner                   | deutscher Historienmaler                                                                               | 71    |       |
| 5. Januar  | Annie Adams Fields                 | US-amerikanische Schriftstellerin                                                                      | 80    |       |
| 5. Januar  | James Knox Polk Hall               | US-amerikanischer Politiker                                                                            | 70    |       |
| 5. Januar  | Nagakura Shimpachi                 | japanischer Korpsführer einer Einheit der Shinsengumi                                                  | 75    |       |
| 6. Januar  | Georg Jochmann                     | deutscher Internist und Bakteriologe                                                                   | 40    |       |
| 6. Januar  | Narcisse Leven                     | französischer Jurist und Politiker                                                                     | 81    |       |
| 6. Januar  | Emil Schmid-Kerez                  | Schweizer Architekt                                                                                    | 71    |       |
| 6. Januar  | Wilhelm Scholter                   | deutscher Architekt                                                                                    | 56    |       |
| 7. Januar  | Paul Fuß                           | Oberbürgermeister von Kiel                                                                             | 70    |       |
| 8. Januar  | Antonius Maria Bodewig             | Jesuit, Missionar, Ordensgründer                                                                       | 75    |       |
| 8. Januar  | Sandy Cowan                        | kanadischer Lacrossespieler und -schiedsrichter                                                        | 35    |       |
| 8. Januar  | Gustav Lahmeyer                    | deutscher Gymnasiallehrer                                                                              | 87    |       |
| 8. Januar  | Rodolfo Renier                     | italienischer Romanist und Literaturwissenschaftler                                                    | 57    |       |
| 8. Januar  | Otto Sprengel                      | deutscher Chirurg und Hochschullehrer                                                                  | 62    |       |
| 9. Januar  | Charles Sulpice Jules Chanoine     | französischer Kriegsminister                                                                           | 79    |       |
| 9. Januar  | Walter Heymann                     | deutscher Schriftsteller                                                                               | 32    |       |
| 9. Januar  | Győző Istóczy                      | ungarischer Abgeordneter und Schriftsteller                                                            | 72    |       |
| 9. Januar  | Gotthardt Kuehl                    | deutscher Maler                                                                                        | 64    |       |
| 10. Januar | Walter Henze                       | deutscher Althistoriker und Gymnasiallehrer                                                            | 45    |       |
| 10. Januar | Johann Heinrich Jta                | österreichischer Hutfabrikant                                                                          | 64    |       |
| 11. Januar | Julie von Buddenbrock d. J.        | preußische Adelige                                                                                     | 89    |       |
| 11. Januar | Katharine Coman                    | US-amerikanische Autorin, Ökonomin und Historikerin                                                    | 57    |       |
| 11. Januar | Simon Geinsperger                  | österreichischer Gutsbesitzer und Politiker                                                            | 84    |       |
| 11. Januar | Zygmunt Miłkowski                  | polnischer Schriftsteller                                                                              | 90    |       |
| 12. Januar | Émile Amélineau                    | französischer Ägyptologe und Koptologe                                                                 | 64    |       |
| 12. Januar | Caroline Hammer                    | dänische Fotografin                                                                                    | 82    |       |
| 12. Januar | Arisaka Nariakira                  | General der kaiserlich japanischen Armee                                                               | 62    |       |
| 13. Januar | Gaston Arman de Caillavet          | französischer Dramatiker und Librettist                                                                | 44    |       |
| 13. Januar | Christian Reuter                   | deutscher Historiker und Pädagoge                                                                      | 51    |       |
| 13. Januar | Mary Slessor                       | schottische Missionarin in Nigeria                                                                     | 66    |       |
| 14. Januar | Oskar Friedrich                    | deutscher Pädagoge und Naturforscher                                                                   | 82    |       |
| 14. Januar | Jean Montmain                      | französischer Luftfahrtpionier                                                                         | 26    |       |
| 14. Januar | Anton Neubauer                     | deutsch-polnischer Geistlicher und Politiker, MdR                                                      | 72    |       |
| 14. Januar | Albert Schmid                      | Schweizer Maschinenbauingenieur                                                                        | 67    |       |
| 14. Januar | George Smith                       | britischer Tauzieher                                                                                   |       |       |
| 15. Januar | Guillaume Couture                  | kanadischer Musikpädagoge, Musikkritiker, Dirigent, Chorleiter, Organist, Komponist und Sänger         | 63    |       |
| 15. Januar | Fannie Merritt Farmer              | US-amerikanische Gastronomin und Erzieherin                                                            | 57    |       |
| 15. Januar | George Nares                       | britischer Admiral und Polarforscher                                                                   | 83    |       |
| 15. Januar | Ludwig von Ompteda                 | preußischer Generalleutnant                                                                            | 60    |       |
| 15. Januar | Richard von Poschinger             | deutscher Kunstmaler                                                                                   | 75    |       |
| 15. Januar | John I. Rinaker                    | US-amerikanischer Politiker                                                                            | 84    |       |
| 15. Januar | William Woodburn                   | amerikanischer Politiker                                                                               | 76    |       |
| 16. Januar | Pierre Gaspard                     | französischer Bergsteiger                                                                              | 80    |       |
| 17. Januar | Ida Aalberg                        | finnische Schauspielerin                                                                               | 57    |       |
| 17. Januar | Adalbert Braun                     | bayerischer Landwirt                                                                                   | 71    |       |
| 17. Januar | Carl Haag                          | deutsch-englischer Maler                                                                               | 94    |       |
| 17. Januar | Smith McPherson                    | US-amerikanischer Jurist und Politiker                                                                 | 66    |       |
| 18. Januar | William R. Ellis                   | US-amerikanischer Politiker (Republikanische Partei)                                                   | 64    |       |
| 18. Januar | Andreas Hartauer                   | böhmischer Glasarbeiter und Verfasser des Böhmerwaldliedes                                             | 75    |       |
| 18. Januar | Karl Peter Klügmann                | deutscher Politiker (NLP), MdR und diplomatischer Vertreter der Hansestädte Bremen, Hamburg und Lübeck | 79    |       |
| 18. Januar | Anatolij Michailowitsch Stößel     | russischer General                                                                                     | 66    |       |
| 19. Januar | Thomas Herbst                      | deutscher Maler des Impressionismus                                                                    | 66    |       |
| 19. Januar | Anna Leonowens                     | britische Lehrerin und Schriftstellerin                                                                | 83    |       |
| 19. Januar | Georg Krogmann                     | deutscher Fußballspieler                                                                               | 28    |       |
| 19. Januar | Ernest de Munck                    | belgischer Cellist und Komponist                                                                       | 74    |       |
| 19. Januar | Josef Tereg                        | deutscher Tierarzt                                                                                     | 64    |       |
| 20. Januar | Thomas Martin Aloysius Burke       | irischer Geistlicher, Bischof von Albany                                                               | 75    |       |
| 20. Januar | Lewis Lindsay Dyche                | US-amerikanischer Taxidermist, Naturforscher                                                           | 57    |       |
| 20. Januar | Arthur Guinness, 1. Baron Ardilaun | irischer Geschäftsmann, Politiker, Mitglied des House of Commons und Philanthrop                       | 74    |       |
| 20. Januar | Michael Hufnagel                   | deutscher Landwirt, Bürgermeister und Politiker, MdR                                                   | 60    |       |
| 20. Januar | Giovanni Martignoni                | Schweizer Erfinder des Spiralbohrers                                                                   | 84    |       |
| 20. Januar | Jakob Schipper                     | deutsch-österreichischer Philologe und Anglist                                                         | 72    |       |
| 20. Januar | Anselm Wütschert                   | Schweizer Straftäter, letzte Hinrichtung im Kanton Luzern                                              | 33    |       |
| 21. Januar | Hans Pagay                         | österreichischer Bühnenschauspieler, Regisseur und Operettensänger                                     | 71    |       |
| 22. Januar | Richard Brend’amour                | deutscher Holzschnitt-Pionier                                                                          | 83    |       |
| 22. Januar | David H. Goodell                   | US-amerikanischer Politiker                                                                            | 80    |       |
| 22. Januar | Jesse M. Martin                    | US-amerikanischer Politiker                                                                            | 37    |       |
| 22. Januar | Emil Noellner                      | deutscher Architekt und Dekorationsmaler                                                               | 67    |       |
| 22. Januar | James Murray Spangler              | US-amerikanischer Erfinder                                                                             | 66    |       |
| 22. Januar | Scipione Tecchi                    | italienischer Geistlicher, Kardinal der römisch-katholischen Kirche                                    | 60    |       |
| 22. Januar | Anna Bartlett Warner               | US-amerikanische Schriftstellerin, Dichterin und Kirchenlieddichterin                                  | 87    |       |
| 24. Januar | Arthur von Auwers                  | deutscher Astronom                                                                                     | 76    |       |
| 24. Januar | Joseph Bannin                      | irischer Priester, Generalvikar, Leiter der Pallottiner                                                | 63    |       |
| 24. Januar | Anton Bon                          | Schweizer Hotelier                                                                                     | 60    |       |
| 24. Januar | Emil Brenning                      | deutscher Gymnasiallehrer, Philologe und Literaturhistoriker                                           | 77    |       |
| 24. Januar | Kurd von Damm                      | deutscher Rechtsanwalt, Politiker, MdR und Unternehmer                                                 | 52    |       |
| 24. Januar | Jan Hřímalý                        | tschechischer Geiger und Musikpädagoge                                                                 | 70    |       |
| 24. Januar | Sophie Pataky                      | Bibliografin und Lexikografin                                                                          | 54    |       |
| 25. Januar | Karl Bakalarz-Zákos von Torda      | österreichischer Feldmarschall-Leutnant                                                                | 73    |       |
| 25. Januar | Rudolf Tillmetz                    | deutscher Flötenvirtuose, -Pädagoge und Komponist                                                      | 67    |       |
| 26. Januar | Ōkubo Haruno                       | japanischer General                                                                                    | 68    |       |
| 26. Januar | Mychajlo Pawlyk                    | ukrainischer Journalist, Schriftsteller, Übersetzer und Publizist                                      | 61    |       |
| 26. Januar | Akaki Zereteli                     | georgischer Schriftsteller und Politiker                                                               | 74    |       |
| 29. Januar | Max Herrmann                       | deutscher Sprinter                                                                                     | 29    |       |
| 31. Januar | Karl Branscheid                    | Bürgermeister verschiedener Gemeinden in Nordrhein-Westfalen                                           | 51    |       |
| 31. Januar | William M. Brown                   | US-amerikanischer Politiker                                                                            | 64    |       |
| 31. Januar | József Madarász                    | ungarischer Politiker und Reichstagsabgeordneter                                                       | 100   |       |
|            | George Willard Coy                 | US-amerikanischer Erfinder                                                                             | 78    |       |

## Februar
| Tag         | Name                                   | Beruf, bekannt als                                                                           | Alter | Beleg |
| ----------- | -------------------------------------- | -------------------------------------------------------------------------------------------- | ----- | ----- |
| 1. Februar  | Robert von Olshausen                   | deutscher Gynäkologe                                                                         | 79    |       |
| 1. Februar  | Walther Schwering                      | deutscher Klassischer Philologe                                                              | 29    |       |
| 2. Februar  | Julius Arnold                          | deutscher Pathologe                                                                          | 79    |       |
| 2. Februar  | Veljko Čubrilović                      | Helfer der Attentäter des österreichisch-ungarischen Thronfolgers 1914                       |       |       |
| 2. Februar  | Danilo Ilić                            | Helfer der Attentäter von Sarajevo                                                           |       |       |
| 2. Februar  | Miško Jovanović                        | Helfer der Attentäter beim Attentat auf den österreichisch-ungarischen Thronfolger 1914      |       |       |
| 2. Februar  | Eloise Harriet Stannard                | englische Malerin von Stillleben                                                             |       |       |
| 2. Februar  | Cameron E. Thom                        | US-amerikanischer Politiker                                                                  | 89    |       |
| 3. Februar  | John Chilembwe                         | baptistischer Geistlicher, malawischer Freiheitskämpfer                                      |       |       |
| 3. Februar  | Hans Peter von Kotze                   | deutscher Verwaltungsbeamter                                                                 | 41    |       |
| 4. Februar  | Franz Adickes                          | deutscher Kommunalpolitiker                                                                  | 68    |       |
| 4. Februar  | Baldomero Aguinaldo                    | philippinischer General                                                                      | 45    |       |
| 4. Februar  | Mary Elizabeth Braddon                 | englische Schriftstellerin                                                                   | 77    |       |
| 4. Februar  | Erwin von Esmarch                      | deutscher Bakteriologe, Hygieniker und Hochschullehrer                                       | 59    |       |
| 4. Februar  | Koloman Kaiser                         | österreichischer Mundart-Dichter                                                             | 60    |       |
| 5. Februar  | Louis Baur                             | Schweizer Kaufmann und Handelsagent                                                          | 56    |       |
| 5. Februar  | Jacob Hendrik Bergsma                  | niederländischer Politiker und Jurist                                                        | 76    |       |
| 5. Februar  | Sophie Henschel                        | deutsche Fabrikantin und Mäzenin                                                             | 73    |       |
| 5. Februar  | Hans Schmidt-Kestner                   | deutscher Dichter und Dramatiker                                                             | 32    |       |
| 6. Februar  | Oskar Benda                            | österreichischer Theaterschauspieler, -regisseur und -intendant                              | 69    |       |
| 6. Februar  | Henriette Sjöberg                      | schwedische Künstlerin, Illustratorin und Lehrerin                                           | 72    |       |
| 7. Februar  | Serafino Alassio                       | italienischer Komponist                                                                      |       |       |
| 8. Februar  | Ludwig Bellermann                      | deutscher Philologe, Germanist und Pädagoge                                                  | 78    |       |
| 8. Februar  | Justus Brinckmann                      | Kunsthistoriker und Gründer des Museum für Kunst und Gewerbe Hamburg                         | 71    |       |
| 8. Februar  | Ignacio María González                 | Präsident der Dominikanischen Republik                                                       | 77    |       |
| 8. Februar  | Ferdinand Krüger                       | westfälischer Mundartdichter und Arzt                                                        | 71    |       |
| 8. Februar  | François Langelier                     | kanadischer Politiker, Vizegouverneur von Québec                                             | 76    |       |
| 8. Februar  | Nagatsuka Takashi                      | japanischer Schriftsteller                                                                   | 35    |       |
| 8. Februar  | Franz Schnorr von Carolsfeld           | deutscher Philologe und Bibliothekar                                                         | 72    |       |
| 9. Februar  | Ernst Franz                            | österreichischer Radrennfahrer                                                               | 20    |       |
| 9. Februar  | Richard Neuhauss                       | deutscher Mediziner, Anthropologe und wissenschaftlicher Photograph                          | 59    |       |
| 9. Februar  | Ferdinand Selle                        | deutscher Porzellanfabrikant                                                                 | 52    |       |
| 10. Februar | Johannes Bürger                        | deutscher Apotheker und Unternehmer                                                          | 55    |       |
| 10. Februar | William F. Englebright                 | US-amerikanischer Politiker                                                                  | 59    |       |
| 10. Februar | Alois Handl                            | österreichischer Physiker und Hochschullehrer in Czernowitz                                  | 77    |       |
| 10. Februar | Albert Thys                            | belgischer Generalmajor und Geschäftsmann                                                    | 65    |       |
| 11. Februar | Ignaz von Attems                       | österreichischer Politiker                                                                   | 70    |       |
| 11. Februar | Józef Bałzukiewicz                     | polnischer Maler                                                                             | 47    |       |
| 11. Februar | Édouard Droz                           | Schweizer Jurist und Politiker (LPS)                                                         | 60    |       |
| 11. Februar | Hermann Fischer                        | deutscher Maschinenbauingenieur und Hochschullehrer                                          | 74    |       |
| 11. Februar | August Klostermann                     | protestantischer Theologe                                                                    | 77    |       |
| 11. Februar | Henriette Kummerfeld                   | deutsche Malerin                                                                             | 45    |       |
| 11. Februar | Antonio Ruggeri                        | italienischer Rebzüchter und Winzer                                                          | 55    |       |
| 11. Februar | Florian Watzl                          | österreichischer Theologe und Kirchengeschichtler                                            | 44    |       |
| 12. Februar | Fanny Crosby                           | US-amerikanische Dichterin geistlicher Texte                                                 | 94    |       |
| 12. Februar | David Meekison                         | US-amerikanischer Politiker                                                                  | 65    |       |
| 12. Februar | Émile Waldteufel                       | Elsässer Musiker und Komponist                                                               | 77    |       |
| 13. Februar | Lucien Bersot                          | französischer Soldat                                                                         | 33    |       |
| 13. Februar | Ferdinand von Harrach                  | deutscher Kunst-, Landschafts-, Historien- und Porträtmaler                                  | 82    |       |
| 14. Februar | Georg Busse-Palma                      | deutscher Dichter                                                                            | 38    |       |
| 14. Februar | Jules Huret                            | französischer Journalist                                                                     | 51    |       |
| 14. Februar | Adolf Thürlings                        | deutscher altkatholischer und christkatholischer Theologe, Liturgiewissenschaftler und Autor | 70    |       |
| 15. Februar | Auguste Caby                           | französischer Schwimmer                                                                      | 27    |       |
| 15. Februar | Hafız Hakkı Pascha                     | osmanischer General und Pascha                                                               |       |       |
| 15. Februar | Josef Kahn                             | österreichischer Bischof von Gurk (1887–1910)                                                | 75    |       |
| 15. Februar | Alfred von Wierusz-Kowalski            | polnischer Maler der Münchner Schule                                                         | 65    |       |
| 16. Februar | Ferdinand Bernt                        | deutscher Schriftsteller böhmischer Herkunft                                                 | 38    |       |
| 17. Februar | Sam Fifield                            | US-amerikanischer Politiker                                                                  | 75    |       |
| 17. Februar | Francisco Giner de los Ríos            | spanischer Philosoph und Pädagoge                                                            | 75    |       |
| 17. Februar | Stanislaus von Prowazek                | tschechisch-österreichischer Zoologe und Bakteriologe                                        | 39    |       |
| 17. Februar | Matthias Schollen                      | deutscher Kanzleirat und Mundartdichter                                                      | 68    |       |
| 17. Februar | Hermann Schultz                        | deutscher Klassischer Philologe                                                              | 33    |       |
| 18. Februar | Nora Exner                             | österreichische Malerin, Keramikerin                                                         | 36    |       |
| 18. Februar | Friedrich Grieninger                   | deutscher Bürgermeister, Bankier und Politiker, MdR                                          | 79    |       |
| 18. Februar | Frank James                            | US-amerikanischer Mann, Bruder von Jesse James                                               | 72    |       |
| 18. Februar | Louis Loyzeau de Grandmaison           | französischer General und Militärtheoretiker                                                 | 54    |       |
| 18. Februar | Kenneth Powell                         | britischer Hürdenläufer und Tennisspieler                                                    | 29    |       |
| 18. Februar | Hans Ulrich von Schaffgotsch           | deutscher Montanindustrieller und Politiker, MdR                                             | 83    |       |
| 18. Februar | Harry Ward Leonard                     | US-amerikanischer Elektroingenieur                                                           | 54    |       |
| 19. Februar | Carl Christoph Burckhardt              | Schweizer Jurist und Politiker                                                               | 52    |       |
| 19. Februar | Jules Écorcheville                     | französischer Musikhistoriker und Musiktheoretiker                                           | 42    |       |
| 19. Februar | Frank Fuller                           | US-amerikanischer Politiker                                                                  | 87    |       |
| 19. Februar | Gopal Krishna Gokhale                  | Autor und Führungsfigur der indischen Unabhängigkeitsbewegung                                | 48    |       |
| 19. Februar | Ernst Vergani                          | österreichischer Bauingenieur und Politiker, Landtagsabgeordneter                            | 66    |       |
| 20. Februar | William Eden                           | britischer Baronet                                                                           | 65    |       |
| 20. Februar | Charles Augustus Hartley               | englischer Wasserbauingenieur                                                                | 90    |       |
| 21. Februar | Frédéric Chevillon                     | französischer Politiker                                                                      | 35    |       |
| 21. Februar | Bodo Borries von Ditfurth              | preußischer Offizier, zuletzt Generalleutnant sowie Pascha in der Osmanischen Armee          | 62    |       |
| 21. Februar | William M. Kavanaugh                   | US-amerikanischer Politiker                                                                  | 48    |       |
| 21. Februar | Franz Migerka                          | österreichischer Gewerbefachmann                                                             | 86    |       |
| 21. Februar | Giovanni Strüver                       | italienischer Mineraloge                                                                     | 73    |       |
| 21. Februar | Fulcran Vigouroux                      | französischer Priester                                                                       | 78    |       |
| 22. Februar | Thor Lange                             | dänischer Schriftsteller und Übersetzer                                                      | 63    |       |
| 22. Februar | Robert Smalls                          | US-amerikanischer Politiker                                                                  | 75    |       |
| 22. Februar | Gustav Thomsen                         | deutscher Unternehmer und Politiker (DFP, FVg), MdR                                          | 81    |       |
| 22. Februar | Adolf Werth                            | deutscher Fabrikant, Heimatforscher und Mitbegründer des Bergischen Geschichtsvereins        | 75    |       |
| 23. Februar | Theodore M. Davis                      | US-amerikanischer Geldgeber der Ausgrabungen im Tal der Könige                               |       |       |
| 23. Februar | Hugo Gieseking                         | deutscher Mathematiker                                                                       | 27    |       |
| 23. Februar | Jakob Walder                           | Schweizer Beamter und Politiker                                                              | 60    |       |
| 24. Februar | Eduard von Eltz                        | österreichisch-böhmischer Landespolitiker                                                    |       |       |
| 24. Februar | José María Campo Serrano               | General und erster Präsident der Republik Kolumbien                                          | 82    |       |
| 25. Februar | Charles Edwin Bessey                   | US-amerikanischer Botaniker und Mykologe                                                     | 69    |       |
| 25. Februar | Joseph Franz Bittner                   | deutscher Orgelbauer                                                                         | 62    |       |
| 25. Februar | Otto Hassenstein                       | deutscher Oberlandesgerichtspräsident und Jurist                                             | 78    |       |
| 25. Februar | Israel Wood Powell                     | britischer Arzt, Politiker, Indian superintendent, Unternehmer in British Columbia           | 78    |       |
| 25. Februar | August Wolkenhauer                     | deutscher Geograph, Kartographiehistoriker und Hochschullehrer                               | 37    |       |
| 26. Februar | Francesco Lojacono                     | italienischer Maler                                                                          | 76    |       |
| 26. Februar | Marie Remy                             | deutsche Blumen- und Stilllebenmalerin                                                       | 85    |       |
| 26. Februar | Julius Vahlteich                       | deutscher Politiker (SPD), MdR                                                               | 75    |       |
| 26. Februar | Otto Winterer                          | Oberbürgermeister der Stadt Freiburg                                                         | 69    |       |
| 27. Februar | Rudolf Berger                          | deutscher Sänger (Bariton, Tenor)                                                            | 40    |       |
| 27. Februar | Hans Hermann Carl Ludwig von Berlepsch | deutscher Ornithologe                                                                        | 64    |       |
| 27. Februar | Robert W. Everett                      | US-amerikanischer Politiker                                                                  | 75    |       |
| 27. Februar | Auguste Groß von Trockau               | deutsche Schriftstellerin                                                                    | 69    |       |
| 27. Februar | Eduard Hauser                          | österreichischer Steinmetzmeister                                                            | 74    |       |
| 27. Februar | Fritz Reiss                            | deutscher Maler                                                                              | 57    |       |
| 28. Februar | Anatole de Baudot                      | französischer Architekt, Architekturtheoretiker und Restaurator                              | 80    |       |
| 28. Februar | Ernst Höpfner                          | deutscher Pädagoge und höherer Beamter                                                       | 78    |       |
| 28. Februar | Mial Eben Lilley                       | US-amerikanischer Politiker                                                                  | 64    |       |
| 28. Februar | Anna Stainer-Knittel                   | Tiroler Porträt- und Blumenmalerin                                                           | 73    |       |
| 28. Februar | Wilhelm Wolters                        | deutscher Schriftsteller                                                                     | 62    |       |
|             | Leopold Beringer                       | Theaterschauspieler                                                                          |       |       |
|             | Hans von Jacobs                        | deutscher Jurist und Diplomat                                                                |       |       |
|             | Andreas Rosenberger                    | deutscher Chirurg und Hochschullehrer                                                        | 67    |       |

## März
| Tag      | Name                                            | Beruf, bekannt als | Alter | Beleg |
| -------- | ----------------------------------------------- | --- | ----- | ----- |
| 1. März  | Hugh C. Anderson                                | US-amerikanischer Politiker                                                                                                | 64    |       |
| 1. März  | James Geikie                                    | britischer Geologe | 75    |       |
| 1. März  | Ricardo Kirk                                    | brasilianischer Armee-Aviator                                                                                              |       |       |
| 1. März  | Josef Modl                                      | österreichischer Volkssänger und Gesangskomiker                                                                            | 51    |       |
| 1. März  | Ludwig Pelzer                                   | deutscher Politiker (Zentrum), Oberbürgermeister (Aachen), MdR                                                             | 79    |       |
| 1. März  | Konrad Reimer                                   | deutscher Architekt | 61    |       |
| 1. März  | Emil von Schenckendorff                         | preußischer Reformpädagoge, Politiker (NLP), MdPrA, Offizier, Reichstelegrafendirektionsrat und Förderer der Sportbewegung | 77    |       |
| 4. März  | Max von Bock und Polach                         | preußischer Generalfeldmarschall                                                                                           | 72    |       |
| 4. März  | Richard Warner                                  | US-amerikanischer Politiker                                                                                                | 79    |       |
| 4. März  | William Willett                                 | britischer Erfinder der Sommerzeit                                                                                         | 58    |       |
| 5. März  | Thomas R. Bard                                  | US-amerikanischer Politiker                                                                                                | 73    |       |
| 5. März  | Ursula Bright                                   | englisch-britische Frauenrechtlerin und Aktivistin für Eigentumsrechte von verheirateten Frauen                            | 79    |       |
| 5. März  | Henri Doucet                                    | französischer Zeichner und Maler                                                                                           | 31    |       |
| 5. März  | Rudolph Hittmair                                | österreichischer römisch-katholischer Bischof von Linz                                                                     | 55    |       |
| 5. März  | A. U. Wyman                                     | US-amerikanischer Bankier und Regierungsbeamter                                                                            | 81    |       |
| 6. März  | Hugo Apolant                                    | deutscher Pathologe | 48    |       |
| 6. März  | George Cadogan, 5. Earl Cadogan                 | britischer Politiker der Conservative Party, Mitglied des House of Commons und Peer                                        | 74    |       |
| 6. März  | Wilhelm von Ditfurth                            | preußischer Generalmajor und Politiker                                                                                     | 62    |       |
| 6. März  | Eberhard Fraas                                  | deutscher Paläontologe und Geologe                                                                                         | 52    |       |
| 6. März  | Alfred Kahle                                    | deutscher Rittergutsbesitzer und Parlamentarier                                                                            | 39    |       |
| 6. März  | Thomas E. Scroggy                               | US-amerikanischer Politiker                                                                                                | 71    |       |
| 6. März  | James Francis Tennant                           | britischer Geodät, Soldat, Astronom und Regierungsbeamter                                                                  | 86    |       |
| 8. März  | Mario Schiff                                    | italienischer Romanist und Hispanist deutscher Abstammung                                                                  | 46    |       |
| 8. März  | Wilhelm Wiegand                                 | Historiker und Landtagsabgeordneter                                                                                        | 63    |       |
| 9. März  | Ludwig Keller                                   | deutscher Archivar, Freimaurer-Historiker                                                                                  | 65    |       |
| 10. März | Ferdinand Karl von Österreich                   | Erzherzog von Österreich                                                                                                   | 46    |       |
| 10. März | Charles T. Hinde                                | amerikanischer Tycoon, Erfinder und Philanthrop                                                                            | 82    |       |
| 10. März | Anton von Wehner                                | bayerischer Verwaltungsbeamter und Politiker                                                                               | 64    |       |
| 11. März | Rolf Boldrewood                                 | australischer Autor | 88    |       |
| 11. März | Moriz Jung                                      | österreichischer Grafiker                                                                                                  | 29    |       |
| 11. März | Wyndham Knatchbull-Hugessen, 3. Baron Brabourne | britischer Adliger, Politiker, Militär und Ornithologe                                                                     | 29    |       |
| 12. März | Johann von Koch                                 | Architekt und Hochschullehrer                                                                                              | 64    |       |
| 12. März | Stephan von Millenkovich                        | österreichischer Lyriker, Erzähler und Kartograph                                                                          | 79    |       |
| 12. März | Heinrich Schulz-Beuthen                         | deutscher Komponist | 76    |       |
| 12. März | Laura Spelman Rockefeller                       | Ehefrau von John Davison Rockefeller                                                                                       | 75    |       |
| 13. März | Robert Jefferson Breckinridge junior            | US-amerikanischer Jurist sowie konföderierter Politiker und Offizier                                                       | 81    |       |
| 13. März | Max Bröske                                      | deutscher Ruderer | 32    |       |
| 13. März | Friedrich Kick                                  | österreichischer Maschinenbauer und Hochschullehrer                                                                        | 75    |       |
| 13. März | Sergei Juljewitsch Witte                        | russischer Unternehmer und Politiker, Ministerpräsident                                                                    | 65    |       |
| 14. März | Walter Crane                                    | britischer Maler | 69    |       |
| 14. März | Joseph John Fox                                 | fünfter Bischof von Green Bay (Wisconsin)                                                                                  | 59    |       |
| 15. März | August Grün                                     | Brückenbau-Ingenieur | 67    |       |
| 15. März | Placidus Riccardi                               | italienischer Mönch, Seliger                                                                                               | 70    |       |
| 16. März | Hans Mekelburger                                | deutscher freischaffender Maler in Ostpreußen                                                                              | 30    |       |
| 16. März | Josef Neumann                                   | tschechischer Politiker und Bahnbeamter                                                                                    | 62    |       |
| 16. März | Milne Ramsey                                    | US-amerikanischer Maler |       |       |
| 17. März | Martin Bernhardt                                | deutscher Mediziner | 70    |       |
| 17. März | James O’Donnell                                 | US-amerikanischer Politiker                                                                                                | 74    |       |
| 17. März | Friedrich Ostendorf                             | Architekt | 43    |       |
| 18. März | Jeremiah V. Cockrell                            | US-amerikanischer Politiker                                                                                                | 82    |       |
| 18. März | Otto Weddigen                                   | deutscher U-Boot Kommandant, Kapitänleutnant                                                                               | 32    |       |
| 19. März | Antonio Agliardi                                | italienischer Kardinal der katholischen Kirche                                                                             | 82    |       |
| 19. März | Eugene Beauharnais Cook                         | US-amerikanischer Schachkomponist                                                                                          | 84    |       |
| 19. März | Franz Xaver Neruda                              | dänischer Komponist | 71    |       |
| 19. März | Gerald O’Reilly                                 | Oberbürgermeister von Dublin                                                                                               |       |       |
| 21. März | Adolf Glaser                                    | deutscher Journalist, Schriftsteller und Redakteur                                                                         | 85    |       |
| 21. März | Karel Habětínek                                 | böhmischer Jurist, k.k. Justizminister und Präsident des k.k. Reichsgerichts                                               | 85    |       |
| 21. März | Ambrosius Hubrecht                              | niederländischer Zoologe                                                                                                   | 62    |       |
| 21. März | Ferdinand Ludwig                                | österreichischer Politiker                                                                                                 | 75    |       |
| 21. März | Frederick Winslow Taylor                        | US-amerikanischer Ingenieur und Arbeitswissenschaftler (Taylorismus)                                                       | 59    |       |
| 21. März | Sebastian Wenz                                  | deutscher Klassischer Archäologe                                                                                           | 24    |       |
| 22. März | Max Court                                       | deutscher Flugpionier | 30    |       |
| 22. März | Paul Strübing                                   | deutscher Internist und Hochschullehrer                                                                                    | 62    |       |
| 22. März | Friedrich Synold von Schüz                      | preußischer Generalleutnant                                                                                                | 74    |       |
| 23. März | Arthur Haack                                    | deutscher Polarfilmer | 34    |       |
| 23. März | Karl Theodor von Heigel                         | deutscher Historiker | 72    |       |
| 23. März | Otto Nikolaus Witt                              | russischer Chemiker | 61    |       |
| 24. März | Zoltán Désy                                     | ungarischer Politiker, Obergespan und Minister                                                                             | 52    |       |
| 24. März | Margaret Lindsay Huggins                        | irische Astronomin | 66    |       |
| 24. März | Walter Joss                                     | Schweizer Architekt | 39    |       |
| 24. März | Karol Olszewski                                 | polnischer Chemiker und Physiker                                                                                           | 69    |       |
| 24. März | Morgan Robertson                                | US-amerikanischer Autor | 53    |       |
| 25. März | Henry Bacon                                     | US-amerikanischer Jurist und Politiker                                                                                     | 69    |       |
| 25. März | Fritz von Massenbach                            | preußischer Landrat | 53    |       |
| 26. März | Jean Jacques Boudet                             | französischer Priester und Autor                                                                                           | 77    |       |
| 26. März | Georg Cornet                                    | deutscher Mediziner und Pionier der Tuberkuloseforschung                                                                   | 56    |       |
| 26. März | Michael Joseph Hennig                           | katholischer Geistlicher und Politiker                                                                                     | 78    |       |
| 26. März | Konstantin Iwanow                               | tschuwaschischer Dichter                                                                                                   | 24    |       |
| 26. März | Louis Tannert                                   | deutsch-australischer Genremaler, Porträtmaler, Kunstlehrer und Kurator                                                    | 83    |       |
| 27. März | Henry Liebmann                                  | deutscher Unternehmer und einer der Präsidenten der Liebmann‘s Sons Brewery in Brooklyn                                    | 78    |       |
| 27. März | Liu Shifu                                       | chinesischer Anarchist |       |       |
| 28. März | Heinrich Himmel von Agisburg                    | österreichischer Adeliger und Generalmajor                                                                                 | 71    |       |
| 28. März | Josef Höffler                                   | deutscher Bildhauer | 36    |       |
| 29. März | Carl Albrecht Delius                            | deutscher Seidenwarenfabrikant                                                                                             | 87    |       |
| 29. März | William Wallace Denslow                         | US-amerikanischer Illustrator und Karikaturist                                                                             | 58    |       |
| 29. März | Josef Kohlschein                                | deutscher Kupferstecher und Zeichner                                                                                       | 73    |       |
| 31. März | Wyndham Halswelle                               | britischer Sprinter und Mittelstreckenläufer                                                                               | 32    |       |
| 31. März | Ferdinand Hirsch                                | deutscher Gymnasiallehrer und Historiker                                                                                   | 71    |       |
| 31. März | Nathan Mayer Rothschild, 1. Baron Rothschild    | britischer Bankier und Politiker, Mitglied des House of Commons                                                            | 74    |       |
| 31. März | Rüdiger Weck                                    | deutscher Offizier der Schutztruppe in der Kolonie Deutsch-Südwestafrika                                                   | 36    |       |
|          | Margarete Schmidt                               | deutsche, zum Tode verurteilte, Spionin                                                                                    |       |       |